# Bovey (Minnesota)
Bovey es una ciudad ubicada en el condado de Itasca en el estado estadounidense de Minnesota. En el Censo de 2010 tenía una población de 804 habitantes y una densidad poblacional de 135,2 personas por km².

## Geografía
Bovey se encuentra ubicada en las coordenadas 47°17′53″N 93°24′19″O / 47.29806, -93.40528. Según la Oficina del Censo de los Estados Unidos, Bovey tiene una superficie total de 5.95 km², de la cual 5.92 km² corresponden a tierra firme y (0.39%) 0.02 km² es agua.

## Demografía
Según el censo de 2010, había 804 personas residiendo en Bovey. La densidad de población era de 135,2 hab./km². De los 804 habitantes, Bovey estaba compuesto por el 93.78% blancos, el 0.25% eran afroamericanos, el 2.36% eran amerindios, el 0.37% eran asiáticos, el 0% eran isleños del Pacífico, el 0% eran de otras razas y el 3.23% pertenecían a dos o más razas. Del total de la población el 2.36% eran hispanos o latinos de cualquier raza.